# Kommunlistan (Storumans kommun)
Kommunlistan (SKL) är ett lokalt politiskt parti i Storumans kommun. Partiet bildades i januari 2008 av tre avhoppade vänsterpartister efter missnöje över kommunledningen, och registrerades 14 februari 2008. Efter att även Kristdemokraterna hoppade av samarbetet med de övriga borgerliga partierna i Storuman, skapades en ny majoritet där Socialdemokraterna, Kristdemokraterna och SKL från mars 2008 till valet 2010 styrde kommunen.

## Valresultat
| År   | Röster | %    | Mandat  |
| ---- | ------ | ---- | ------- |
| 2010 | 222    | 5,77 | 2 av 41 |
| 2014 | 120    | 3,14 | 1 av 41 |
| 2018 | 137    | 3,60 | 1 av 31 |
| 2022 | 142    | 3,94 | 1 av 31 |